# Lendvai Kepe Zoltán
Lendvai Kepe Zoltán (Muraszombat, 1964. június 21 –). szlovéniai magyar néprajzkutató és muzeológus. A „Lendva, város négy európai nemzet kultúrájának találkozási pontjában” mottó megfogalmazója. A Magyar Néprajzi Társaság tagja. A szlovéniai magyarság múzeumi és néprajzi gyűjteményeinek szakmai gondviselője.

## Élete
Lendvai Kepe Zoltán 1964. június 21-én született Muraszombatban. Az általános iskolát Gyertyánosban és Lendván végezte, a gimnáziumot pedig Muraszombatban. Ezután a Maribori Tudományegyetem Rajztanári Szakának hallgatója lett. Alkotói pályáját képzőművészként kezdte, 1982-től számos képzőművészeti és fotókiállításon mutatkozott be alkotásaival, de próbálkozott filmforgatókönyvek és szépirodalmi művek írásával is. Kora ifjúsága óta élénk érdeklődést mutatott a szlovéniai magyarság kultúrája, sorskérdései és megmaradása iránt. 1995-től 1999-ig művelődés-szervezőként dolgozott a szlovéniai Magyar Nemzetiségi Művelődési Intézetében Lendván, a néprajzi kutatásokért felelős munkatársként. Az 1990-2000-es években élénk közéleti szerepet is vállalt, több mandátumon keresztül volt a Muravidéki Magyar Önkormányzati Nemzeti Közösség tanácsának tagja. 2004-ben szerzett diplomát a Szegedi Tudományegyetem Néprajzi Tanszékén, ahol szakdolgozatát a Hetés falvainak településnéprajzából írta. Egyetemi évei alatt részt vett a dr. Bellon Tibor által vezetett Felső-Tisza vidéki kutatásokban, 2002-ben és 2003-ban pedig a dr. Bárth János vezette magyarlapádi kutatócsoport tagja volt. Néhány éves magyarországi tartózkodás után 2005-ben feleségével együtt hazatért szülőföldjére, a Muravidékre. 2005 óta a Lendvai Galéria és Múzeum muzeológusa és néprajzkutatója. A szlovéniai magyarság központját jelentő Lendván él és dolgozik családjával együtt.  

## Munkássága
Az ELTE Európai Etnológia Doktori Program hallgatójaként 2012-ben sikeresen megvédte a Hetés falvainak népessége és gazdálkodása a 18-20. században címet viselő doktori dolgozatát. 1996 és 2006 között részt vett a szlovéniai magyarság első néprajzi és helytörténeti gyűjteményének létrehozásában Kapornakon, majd 2006-ban hozzájárult a dobronaki néprajzi gyűjtemény kialakításához. 2005 óta a Lendvai Galéria és Múzeum muzeológusaként tevékenykedik. 2012-ben főmuzeológusi címet kapott. 2006-ban rendezte meg a Hetési népi textilkultúra, 2007-ben a Lendva város polgárosodása, nyomdászata és ernyőgyártása, 2011-ben a Lendva-vidék szakrális emlékei, 2012-ben a Muravidéki zsidóság, valamint a Lendvai kincsek és sorsok című állandó kiállításokat, 2008-ban pedig Zala György emlékszobáját a lendvai várban, összesen mintegy 550 m2 területen. Lendvai Kepe Zoltán készítette azokat a szakmai dokumentációkat, amelyek alapján a Lendvai Galéria és Múzeum 2010-ben bekerült a szlovén múzeumi nyilvántartásba, majd 2012-ben elnyerte a Szlovén Művelődési Minisztériumtól a múzeumi és galériai közszolgálat betöltésére szóló, úgynevezett megbízott múzeumi státuszt. 
Muzeológusi munkájának részéként, a Lendvai Galéria és Múzeum időszaki kiállításaihoz kapcsolódva széleskörű tárgygyűjtő és kutató munkát végzett, valamint katalógusokat szerkesztett a következő témakörökben: a muravidéki zsidóság története, a muravidéki bankrendszer története, az Ukk-Csáktornya vasútvonal története, Gönczi Ferenc néprajzkutató munkássága, Faragó Márton alsólendvai születésű festőművész életútja, a muravidéki protestantizmus kultúrtörténete. Az ő felismerése révén került be a köztudatba, hogy a mai Szlovénia területén, az első nyomtatott könyv nem más, mint a Kulcsár György által írt és Hofhalter Rudolf által 1573-ban Alsólendván kinyomtatott könyv: Az halálra való készöletről rövid tanóság.
2009-ben részt vett a Zsitkóci Helytörténeti és Néprajzi Gyűjtemény kialakításában, 2009-ben pedig a Domonkosfai Helytörténeti és Néprajzi Gyűjtemény létrehozásának szakmai koordinálásával bízta meg a lendvai Magyar Nemzetiségi Művelődési Intézet. 2013-ban szakmai kezdeményezője volt az őrségi őshonos gyümölcsfák gyűjteményének, a Kapornaki Tündérkert kialakításának. 
Publicisztikai írásai 1993-tól jelennek meg. Feleségével, Kepéné dr. Bihar Máriával közösen szerkesztett néprajzi tudományos-ismeretterjesztő rovatuk 2002-től jelenik meg a szlovéniai magyarok hetilapjában, a Népújságban, ahol eddig mintegy 600 cikkük látott napvilágot. Alapítója és szerkesztője a Lendvai Galéria és Múzeum Lyndvamuseum című tudományos folyóiratának, valamint társszerkesztője a Magyar Nemzetiségi Művelődési Intézet által kiadott Hogy ne menjen feledésbe című hagyományőrző kiadványsorozatnak.
Néprajzkutatói munkája hozadékaként fotózással is foglalkozik. Fotóival számos néprajzi kiadványt illusztráltak, több egyéni, illetve csoportos néprajzi és művészeti kiállításon vett részt. A Szlovén RTV Lendvai Stúdiója, valamint a Muravidéki Magyar Rádió néprajzi, antropológiai filmjeinek, adásainak rendszeres szakértője.

## Magánélete
2004-ben kötött házasságot Bihar Máriával. Feleségével, aki szintén néprajzkutató, történész és újságíró három gyermekük, Kepe Buda György (2006), Kepe Magor Márton (2014) és Kepe Hunor Damján (2018) mellett, több közös kiállításuk és tanulmányuk is született.

## Művei (válogatás)
- A hetési népi textilkultúra. Kultura hetiškega ljudskega tekstila. Galéria-Múzeum, Lendva (Lyndvamuseum 1), 2006. Társszerző: Kepéné Bihar Mária.
- Boldogulás Hetésben. Hetés falvai a történelem, a néprajz és az ökológiai antropológia tükrében. Magyar Nemzetiségi Művelődési Intézet, Lendva, (Lendvai Füzetek – Lendavski zvezki 20), 2007.
- Alsólendva vára. Grad Dolnje Lendave. Galéria-Múzeum, Lendva (Lyndvamuseum 4), 2012. Társszerző: S. Sebestyén József.
- A Lendvai Galéria és Múzeum 40 éve. 40 let Galerije-Muzeja Lendava. Galéria-Múzeum, Lendva (Lyndvamuseum 5), 2013.
- Lendvai kincsek és sorsok. Lendavski dragulji in usode. Galéria-Múzeum, Lendva, 2014. Társszerző: Kepéné Bihar Mária.
- Hetés népi táplálkozása. Magyar Nemzetiségi Művelődési Intézet, Lendva, (Hogy ne menjen feledésbe 3), 2014. Társszerzők: Kepéné Bihar Mária, Tivadar Éva.
- Nevezetes lendvaiak I. Znameniti Lendavčani. Galéria-Múzeum, Lendva (Lyndvamuseum 8), 2014.
- Faragó Márton, Egy lendvai festő a fronton. Lendavski slikar na fronti. Lendva-Lendava, 2017.

## Szerkesztett kötetek (válogatás)
- Meščanstvo, tiskarstvo in dežnikarstvo Lendave. Obrtništvo Lendave I. Lendva polgárosodása, nyomdászata és ernyőgyártása. Obrtništvo Lendave I. Lendva ipartörténete I.  Lyndvamuseum 2. Lendava-Lendva.  2008.
- Hogy ne menjen feledésbe 1. Urisk Erzsébet: A viaszolt hímes tojás készítése a Muravidéken.  Lendva. Társszerkesztő: Kepéné Bihar Mária, 2009.
- Zala György Lendván. György Zala v Lendavi.  Lyndvamuseum 3. Lendva-Lendava.  2009.
- Kulcsár György: Az ördögnek a penitenciatartó bűnössel való vetekedéséről és a kétségbeesés ellen a reménységről való tanúság. Fakszimile kiadás mellékelt tanulmányfüzettel magyar és szlovén  nyelven. Lendva-Budapest. Társszerkesztő: dr. Nagy Zoltán. 2009.
- Zamolčana zgodba… Egy elhallgatott történet… Faragó Márton.  Lendava-Lendva. 2015.
- Manuale pharmaceuticum Lindvense.  Lyndvamuseum 10. Lendava-Lendva. 2015.

## Díjak, elismerések (válogatás)
- Pro Ethnographia Minoritatum díj, Magyar Néprajzi Társaság (2012)
- Kulturális Nívódíj, Muravidéki magyarság (2013)
- Bátky Zsigmond díj, Népi Hagyományok Alapítvány és Néprajzi Múzeum (2017)